# چین کای
چین کای (انگلیسی: Qin Kai؛ زادهٔ ۳۱ ژانویهٔ ۱۹۸۶) یک شیرجه‌رو اهل جمهوری خلق چین است. وی در مسابقات کشوری و بین‌المللی در مجموع برندهٔ ۱۰ مدال طلا، ۲ مدال نقره، ۲ مدال برنز شده‌است.